# 銅付加IUD
銅付加IUD（銅付き子宮内避妊器具）は、子宮内コイル（英: intrauterine coil）とも呼ばれ、銅タイプの子宮内避妊器具である。避妊や無防備な性行為から5日以内の緊急避妊に使用される。避妊の最も効果的な形態の1つであり、避妊失敗率は1年あたり約0.7％である。銅付加IUDは子宮内に留置され、最大12年間持続する。子供がいるかどうかに関係なく、すべての年齢の女性に使用できる。除去後、受胎能力はすぐに戻る。
副作用は、重度の月経出血、 生理痛、または銅付加IUDが出てきてしまうこと、などである。性感染症のリスクの高い人は、挿入3週間後から骨盤内炎症性疾患のリスクを高めるため、銅付加IUDの使用は勧められない。IUD使用中に妊娠した場合、IUDの除去が推奨される。まれに挿入時に子宮穿孔を起こす場合がある。銅IUDは、長期作用型可逆的避妊法の１つである。作用機序は主に殺精子剤による。
銅付加IUDは1970年代から医療に用いられるようになった。世界保健機関の必須医薬品リストに記載されている。世界中で1億7000万人以上の女性に使用されている。
日本国内では、代表的な銅付加IUDである「ノバT380」について、製造販売元のバイエル薬品株式会社が2024年10月に販売中止を発表した。最終出荷ロットの使用期限は2028年10月、出荷終了の見込みは2025年6月とされており、在庫がある医療機関では今後もしばらく使用される可能性があるが、新規出荷は順次終了する予定である。